# Wilson Mbadi

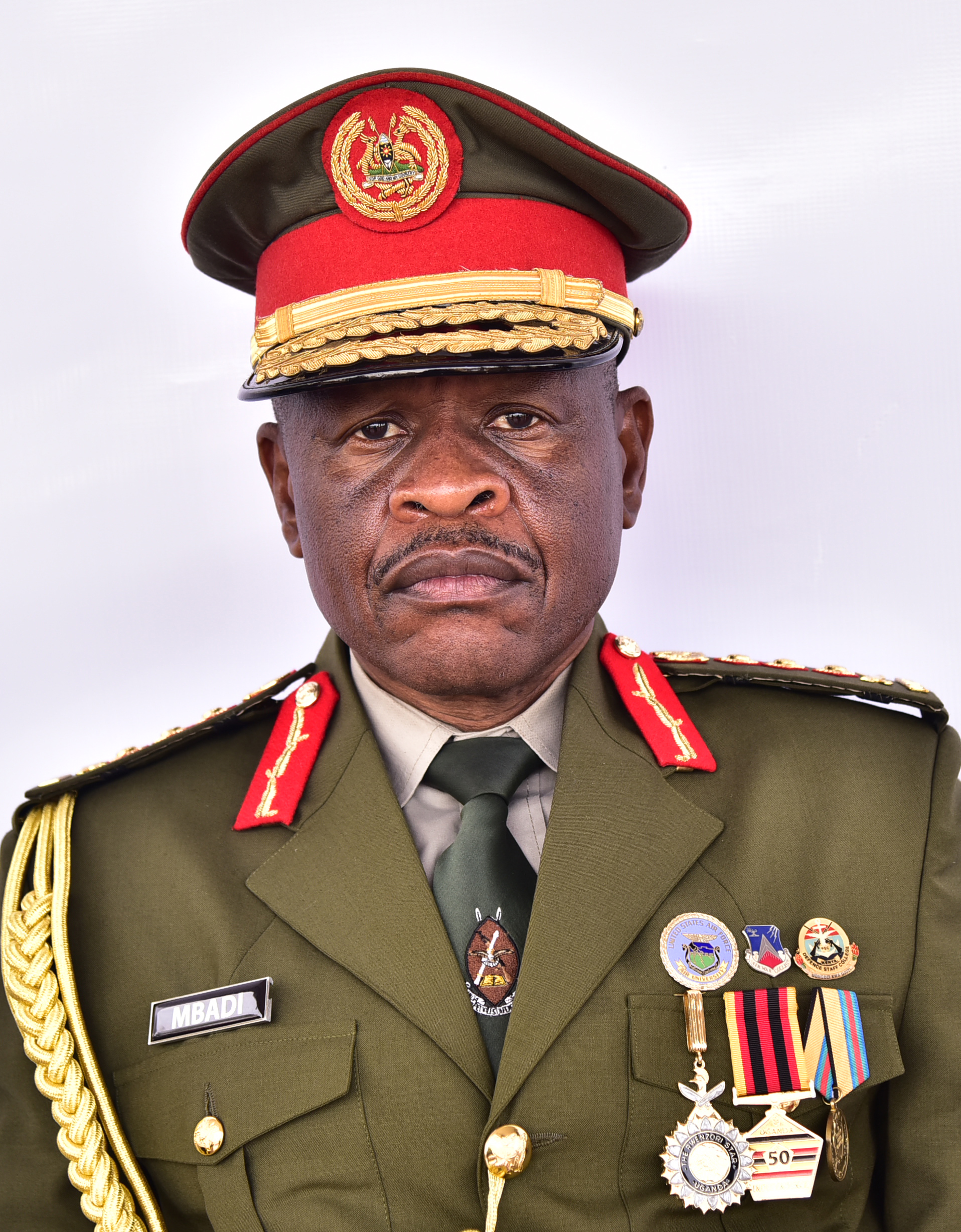
O general Wilson Mbasu Mbadi.

Wilson Mbasu Mbadi (nascido em 6 de junho de 1962) é um oficial militar sénior das Forças de Defesa do Povo de Uganda (UPDF). Atualmente, ele é tenente-general vice-chefe das Forças de Defesa e Inspetor Geral da UPDF. Ele foi nomeado para essa posição em janeiro de 2017, substituindo o tenente-general Charles Angina, que se tornou vice-comandante da Operação Criação de Riqueza. Imediatamente antes da sua posição atual, de maio de 2013 a janeiro de 2017, ele atuou como Chefe do Estado-Maior Conjunto da UPDF, onde foi substituído pelo major-general Joseph Musanyufu.

## Origem
Ele nasceu em 6 de junho de 1962 no distrito de Kasese.

## Educação militar
Wilson Mbadi juntou-se ao exército de Uganda em 1986. Em 1991, ele foi contratado, após a conclusão de um curso de um funcionário de um ano na Royal Military Academy Sandhurst, no Reino Unido. Enquanto esteve em Sandhurst, ele formou-se no topo da sua turma. Em 1992, ele participou no Curso de Comandante de Pelotão na Escola de Infantaria de Uganda, na época localizada em Jinja. Em 1994, ele frequentou o Uganda Junior Staff College, também em Jinja.
Em 1998, Mbadi frequentou o Curso de Gerenciamento de Defesa Internacional Móvel, em Lusaka, Zâmbia. Também em 1998, ele participou no Curso de Comando da Empresa na Tanzânia. Em 2001, ele participou no Curso de Comando do Grupo de Combate no Centro e Escola Blindados, em Ahmadnagar, na Índia, no qual obteve uma boa prestação. Em 2004, ele frequentou o Curso de Comando e Estado Maior da National Defense College, no Quênia (NDCK). Também em 2004, Wilson Mbadi completou o Curso de Operações de Apoio à Paz (PSTC) em Karen, no Quênia.
Em 2005, ele completou com sucesso um curso de Diploma em Estudos Estratégicos na Universidade de Nairobi. Em 2007, formou-se com um mestrado em Estudos Estratégicos pelo Air War College, na Base Aérea Maxwell, no Alabama, nos Estados Unidos da América.

## Carreira militar
De 1987 a 1989, ele atuou como Instrutor Junior não comissionado nas Escolas de Treino de Recruta Kaweweta e Kabamba. Em 1991, ele foi o oficial encarregado do Planeamento de Carreira. Ele então atuou como Diretor de Suprimentos em 1997/8 e Oficial de Logística da Brigada Blindada e Oficial Administrativo da Brigada em 1999 e 2000, respectivamente. Em 2001, ele atuou como Diretor de Equipa, no Uganda Junior Staff College em Jinja, antes de se tornar oficial de Operações e Treinamento da Brigada de Infantaria  503 em 2001/2002. Entre 2002 e 2003, ele serviu como Oficial de Operações e Treino da Brigada Blindada antes de comandar a Brigada Blindada, em capacidade de atuação. Em 2005, assumiu o comando total da Brigada 507 antes de se tornar o Principal Oficial da Aeronáutica (Pers e Admin) na sede da Força Aérea de Defesa do Uganda, em 2006. Em 2007, tornou-se ajudante de campo (ADC) do presidente de Uganda, servindo nessa capacidade até dezembro de 2012, quando foi nomeado comandante da 4ª Divisão de Infantaria da UPDF, com sede em Gulu. Em maio de 2013, foi nomeado Chefe do Estado-Maior Conjunto da UPDF.

## Outras responsabilidades
O tenente-general Wilson Mbadi também é o Inspetor Geral da UPDF e Presidente do Comité de Medalhas da UPDF, do Comité de Fardamento da UPDF, do Conselho de Administração da DutyFree Shop, do Quadro de Comando e Colégio da Equipe, Comité de Defesa da Uganda, Comité de Preparação de Projetos da MoDVA e membro do Conselho de Administração da Kyoga Dynamics. O tenente-general Mbadi também é membro do Conselho de Administração da Standard Gauge Railway (2015–2018). Ele também foi Presidente do Uganda Military Engineering College e membro do Conselho de Administração da National Enterprise Corporation Limited (2013–2016). Ele é casado, tem filhos e é de fé cristã.